# Gabino Bugallal Araújo

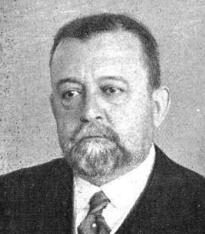
Gabino Bugallal Araújo in 1919.

Gabino Bugallal Araújo, graaf de Bugallal (Ponteareas, 19 februari 1861 – Parijs, 30 juni 1932) was een Spaans politicus en eerste minister.

## Levensloop

### Studies en afgevaardigde
Na zijn studies in de rechtswetenschappen werd hij beroepshalve jurist. Op 4 april 1886 begon hij aan een politieke loopbaan toen hij verkozen werd tot afgevaardigde in het Congres van Afgevaardigden, wat hij bleef tot en met 12 september 1927.

### Minister
Op 20 juli 1903 werd hij in de regering van Raimundo Fernández Villaverde minister van Openbaar Onderwijs en Schone Kunsten, wat hij bleef tot en met 5 december 1903.
Op 27 oktober 1913 begon hij aan zijn tweede ministerpost en werd hij minister van Financiën in de regering van Eduardo Dato, wat hij bleef tot en met 9 december 1915. Van december 1914 tot januari 1915 was hij tevens ad interim minister van Openbaar Onderwijs en Schone Kunsten.
Van 11 juni 1917 tot 3 november 1917 was hij opnieuw minister van Financiën in de tweede regering van Eduardo Dato. In de regeringen onder leiding van Joaquín Sánchez de Toca Calvo en Manuel Allendesalazar Muñoz de Salazar was hij van 20 juli 1919 tot en met 5 mei 1920 ook minister van Financiën.
Daarna werd hij in de derde regering van Eduardo Dato tot en met 1 september 1920 minister van Genadeverzoeken en Justitie, waarna hij minister van Binnenlandse Zaken werd.

### Premierschap
Nadat Dato op 8 maart 1921 bij het verlaten van het parlementsgebouw in Madrid door enkele Catalaanse anarchisten doodgeschoten werd, benoemde koning Alfons XIII Bugallal Araújo als minister van Binnenlandse Zaken tot interim-premier van een overgangsregering. Als minister van Binnenlandse Zaken voerde hij een strikte politiek om de sociale conflicten te beëindigen. Zijn bemoeiingen tegen de wil van partijvoorzitter Antonio Maura om een homogene conservatieve regering te vormen na de dood van Dato, mislukten.
Op 13 maart 1921 gaf hij het premierschap door aan Manuel Allendesalazar Muñoz de Salazar en in diens regering was hij tot en met 14 augustus 1921 opnieuw minister van Binnenlandse Zaken. Van 15 maart 1922 tot en met 6 april 1923 was hij de voorzitter van het Congres van Afgevaardigden. Hij was een overtuigde aanhanger van de monarchie en was daarom een strikte tegenstander van de militaire dictatuur van Miguel Primo de Rivera, die van september 1923 tot januari 1930 duurde.
In de regering van Juan Bautista Aznar Cabañas, de laatste regering onder koning Alfons XIII, was hij van 18 februari tot en met 14 april 1931 minister van Nationale Economie. Nadat de republikeinen onder leiding van Niceto Alcalá Zamora aan de macht kwamen, was hij de enige voormalige regeringspoliticus die pleitte voor de verdediging van de monarchie door een eenheid van het leger. In 1931 werd hij samen met Álvaro Figueroa Torres de voorzitter van de Liberale Partij.

### Ereambten en onderscheidingen
Wegens zijn politieke verdienste werd hij op 2 juli 1919 toegelaten tot de Real Academia de Ciencias Morales y Políticas en was er lid van tot aan zijn dood.
Tevens was hij lid van de Real Academia Galego. Als beduidende politicus werd er in 1956 een standbeeld van hem geplaatst in het stadspark van zijn geboortestad Ponteareas.
- Biblioteca Nacional de España: XX1213579
- Catàleg d'autoritats de noms i títols de Catalunya: 981058529307606706
- Gemeinsame Normdatei: 1056787325
- International Standard Name Identifier: 0000 0000 6085 7293
- Virtual International Authority File: 86978369
- WorldCat: E39PBJrgJddgcpcVhg7bwhvvHC